# Семберија
Семберија је равничарска географска област између Посавине, Подриња, Срема, Мачве и мајевичког побрђа. Смјештена је између ријеке Дрине и Саве.

## Географија
Земља је јако плодна (некада се овдје налазило Панонско море), клима је умјереноконтинентална, а становништво углавном српско. Највећи град Семберије је Бијељина, са око 110.000 становника (по процјени 2012. године) у цијелој општини.
Сјеверна граница Семберије је ријека Сава, источна ријека Дрина, док о тачној граници на запад и југ постоји више различитих мишљења. Будући да се највећи дио Семберије административно налази у граду Бијељина, устаљено је мишљење да Семберија обухвата 60 насељених мјеста, односно простор општине.  Према Владимиру Ћоровићу и Владиславу Скарићу, Семберија се на југ простире до Прибоја, Малешеваца, Тобута и Богутова Села, чиме обухвата дио општине Лопаре и општине Угљевик. Област се по Јовану Цвијићу на југу простире до ријеке Јање. На југозапад и запад се простире до обронака Мајевице, односно до предјела гдје престаје равница и почињу брдовити предјели.

## Име
Постоји неколико верзија о постанку имена „Семберија”. Никада званично ова област није тако називана, нити у турском периоду нити касније. Дуго је сматрано да име потиче од турске ријечи „зембереџи”, како су Турци називали јаничаре са самостријелом. Друга верзија казује да назив Семберија вуче коријене од арбанашке ријечи „сембер” која означава савезника или друга. Треће мишљење говори да је Семберија добила назив у XVI вијеку када долази до насељавања Влаха. Наводно је овај крај добио име по ужој влашкој групи — себрима. Посљедње и највјероватније мишљење тврди да је назив Семберија мађарског поријекла и потиче из времена када је овим простором повремено владала Угарска. Мађарска ријеч „Szembe” у преводу значи преко пута, наспрамно, пријеко. Ово је и најлогичнија верзија уколико се има у виду да су становници ових крајева неријетко називани пречанима. На мађарско „сембе” додат је наставак „ија” и на тај начин је добила словенски облик.

## Историја
Током римске управе, Семберија је била у саставу провинције Паноније. Крајем старог вијека, подручје Семберије долази под власт Острогота и Хуна, да би током средњег вијека било у саставу Лангобардске државе, Византије, Аварског каганата, Кнежевине Србије, Бугарског царства, Краљевине Угарске, Бановине Босне, Сремске земље Стефана Драгутина, Краљевине Босне и Српске деспотовине.
За време владавине владарског рода Властимировића Семберија је припадала српској држави. Током византијске управе, у 11. вијеку, Семберија је била у саставу теме Сирмијум, а током угарске управе у саставу Бановине Соли и, касније, у саставу Сребреничке бановине.
У вријеме османске управе, подручје Семберије налазило се у саставу Босанског пашалука и Зворничког санџака. Током периода аустријске управе (1718–1739), било је у саставу аустријске Сјеверне Босне. У вријеме Првог српског устанка, Семберија улази у састав Карађорђеве Србије. Након тога, поново се успоставља османска управа, коју 1878. замјењује аустроугарска. У вријеме аустроугарске управе, Семберија је била дио кондоминијума Босна и Херцеговина.
На крају Првог свјетског рата, 1918. године, Семберија постаје дио Државе Словенаца, Хрвата и Срба, а потом дио Краљевства Срба, Хрвата и Словенаца. Од 1918. до 1922. подручје Семберије било је дио покрајине Босне и Херцеговине и Тузланског округа, од 1922. до 1929. дио Тузланске области, а од 1929. до 1941. дио Дринске бановине. Између 1941. и 1945. било је под окупацијом Независне Државе Хрватске, да би потом ушло у састав нове социјалистичке Босне и Херцеговине, једне од република нове социјалистичке Југославије.
У вријеме распада Југославије, проглашена је септембра 1991. Српска аутономна област Сјевероисточна Босна (САО Сјевероисточна Босна), чији је главни град била Бијељина. У новембру исте године област је промијенила име у САО Семберија, а у децембру у САО Семберија и Мајевица. Године 1992. област је ушла у састав Српске Републике Босне и Херцеговине, касније назване Република Српска.

## Култура
Традиционални инструменти су фрула и двојнице. Народна кола у Семберији се разликују по броју корака и носе називе: двојац, тројац, четворак и шесторак. Постоје и народна кола која се играју само о празницима Петровдану, Ђурђевдану и Лазаревој суботи (Лазарице). У Бијељини се налази Музеј Семберије.

### Народна ношња
Народна ношња у Семберији је спој посавске и динарске народне ношње. 
Женска народна ношња састоји се од:
- Бијели скути
- Кецеља
- Украшени јелек
- Кошуља од беза са широким рукавима
- Вишебојна тканица
- Марама
- Плетени опанци и обојци
- Назубци
- Докољенице
- Дукати (накит)

Мушка народна ношња састоји се од:
- Широке бијеле панталоне
- Кошуља од беза
- Вунене чарапе
- Кожни црни опанци
- Јелек
- Шубара

## Становништво
У Семберији, односно у 60 насељених мјеста на простору Семберије, према процјени из 2012. живи око 120.000 становника. Становници се називају Семберци. У прошлости је у употребио био и назив „Равањци”. Семберију је населио и један број избјеглих са простора бивше Југославије, односно Херцеговине, Баније, Лике, Кордуна, Славоније, Озрена и других области.